# 고아 포르투갈어

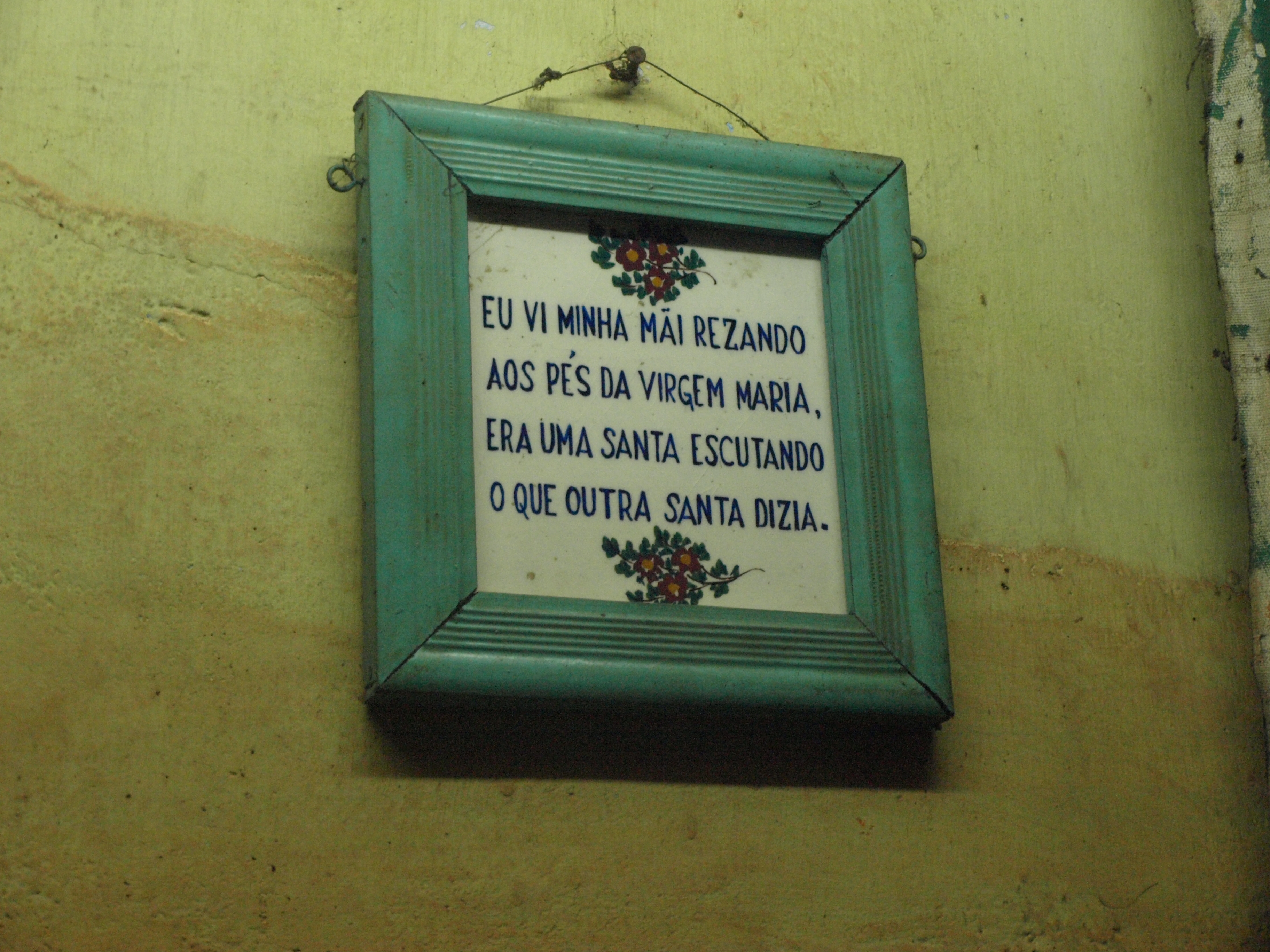
고아에 있는 오래된 포르투갈어 간판

고아주는 1961년 인도에 의해 점령될 때까지 포르투갈의 지배를 받았다. 오늘날 고아 주민 중 극히 일부만이 포르투갈어를 구사한다. 본질적인 종교 언어임에도 불구하고, 2015년 고아에서는 1,500명의 학생들이 포르투갈어를 배우고 있었으며, 주 내 총 포르투갈어 사용자 수는 10,000~12,000명에 달했다.

## 역사
고아에서의 포르투갈어 역사는 15세기로 거슬러 올라가는데, 포르투갈인들이 도착하여 400년 이상 이 지역을 통치하면서 시작되었다. 포르투갈 지배하에서 포르투갈어는 정부와 교육 시스템에서 광범위하게 사용되었다. 공식 정부 매체 외에도 포르투갈어는 선교사들에 의해서도 사용되었으며, 다른 많은 토착 언어들과 공존했다.

## 1961년 이후
고아의 포르투갈 지배는 1961년 인도군에 의한 포르투갈령 고아 병합 이후 끝이 났다. 포르투갈어 사용을 중단시키는 매우 복잡한 교착 상태가 있었고, 포르투갈어는 공식 언어로서의 지위를 잃었다. 고아의 포르투갈어 일간지인 《오 에랄도(O Heraldo)》는 《더 헤럴드(The Herald)》로 이름이 바뀌고 영어를 채택했다. 포르투갈어는 1972년까지 주 공보에서 영어와 함께 하위 법규에 사용되다가 마라티어와 콘칸어로 대체되었다. 포르투갈어는 1969년까지 마라티어, 콘칸어와 함께 하위 법원의 언어 중 하나로 남아 있었다. 1964년 봄베이 고등법원의 후원 아래, 고아 판사, 변호사, 법원 직원들이 영어로 소장을 작성하고 이해할 수 있도록 재교육하는 프로그램이 시작되었으며, 이는 1969~1970년에 포르투갈어가 소송 언어로서 최종적으로 폐지될 수 있도록 했다.
1974년 이후 포르투갈과 인도 간의 외교 관계가 강화되었으며, 1992년 파나지에 총영사관과 오리엔테 포르투갈 연구소(Instituto Português do Oriente), 오리엔테 재단(Fundação Oriente)과 같은 포르투갈 기관들이 설립되었다. 이로 인해 포르투갈어에 대한 수요가 다시 생겨났다.

## 기타 유산
수년에 걸쳐 인도 주에 언어가 존재했지만, 원어민 인구는 적다. 거리 이름과 같은 다른 유산들은 손대지 않고 남아 있었다. 가장 인구가 많은 고아 도시인 바스코다가마 (고아주)에서는 마스카레냐스와 소사와 같은 성씨가 이 지역에서 매우 흔하며, 포르투갈 점령의 증거로 남아 있다.
고아 지역이 인도와 세계의 다른 지역에서 포르투갈인들과 현지 주민들 간의 지속적인 접촉이 있었던 것과 달리 인도-포르투갈어 크리올을 형성했는지 여부는 논쟁의 여지가 있다.
테반(1985)과 토마스(1995)와 같은 일부 저자들은 홀름(1989)과 클레멘스(1996, 2000)와 달리, 포르투갈의 공식 언어 및 교육에서의 매우 강한 압력이 고아에서 크리올 포르투갈어의 형성을 막았을 것이라고 생각한다.
그러나 리타 마르킬하스(Rita Marquilhas, 1998)에 따르면, 20세기 중반까지 포르투갈의 행정 하에 남아 있던 고아와 같은 지역에서는 다양한 언어 구조가 포르투갈에서 사용되는 포르투갈어에 가까워졌고, 현재 일부 고아 공동체에서 사용되는 포르투갈어의 흔적만 남아 있었기 때문에 "탈크리올화"가 일어났다.
고아의 정체성 자체는 포르투갈 식민주의가 남긴 다른 여러 유산들과 연결되어 있으며, 고아의 특징은 나머지 국가와 다른 생활 방식이다.
또한 건축 요소와 대부분의 토착 고아인으로 구성된 크고 중요한 가톨릭 공동체가 존재한다. 1961년 이후 인도의 다른 지역에서 온 이주민들은 고아의 인구 구성을 변화시켜 토착 고아인들이 인구의 25-30%를 차지하게 되었고, 주 인구의 대다수는 힌두교를 따르며, 고아주에 거주하는 140만 명 중 약 25%에서 30%가 가톨릭 신자이다.
교회, 수도원, 포르투갈 요새는 고아 전역에 흩어져 있으며, 이는 인도와 같이 이미 대조가 풍부한 나라에 더 많은 다양성을 더한다.

## 현재 상황
수세기 동안 포르투갈의 지배를 받았음에도 불구하고, 다른 포르투갈 식민지에서 일어난 것과 달리, 포르투갈어는 대다수의 인구에 퍼지는 데 실패했으며, 행정 언어와 소수의 문맹률이 높은 엘리트의 언어로 남아 있었다.
오늘날 고아의 포르투갈어 상황은 훨씬 더 심각하다. 세대가 거듭될수록 화자 수가 급격히 감소했다. 1961년 인도의 식민지 군사 정복 이후, 포르투갈어는 점진적으로 콘칸어 (고아의 공식 언어)와 영어 (인도 연방 행정부의 두 공식 언어 중 하나)로 대체되었다.
현재 포르투갈어는 고아의 소수 공동체에서 사용되고 있지만, 이 언어를 구사할 수 있는 고아 주민의 정확한 수는 불확실하다. 최근에는 중등학교 및 예술 단체, 관광 관련 프로젝트 테스트를 포함하여 고아에서 언어를 되살리려는 시도가 이루어지고 있다. 현재 포르투갈어는 공식 및 사설 교육 기관에서 학습되고 있다.
1961년 이후, 탈식민지화 수십 년이 지난 후 포르투갈은 고아 학교에서 언어 교육을 지원하지 못했다.
이것은 역전 추세를 시작했으며, 오리엔트 재단(Orient Foundation)과 1988년부터 포르투갈어 연구 석사 학위를 제공하는 고아 대학교(University of Goa)의 지원으로 포르투갈어가 학교에서 장려되고 있다. 또한 도나 파울라(Dona Paula)의 커뮤니케어 트러스트(Communicare Trust), 수도 파나지의 영국 언어 센터 카몽이스 문화원(English Language Center Instituto Camões), 마르가오의 언어 센터 및 포르투갈 문화 파르바티바이 초굴 대학, 인도-포르투갈 우호 협회(Indo-Portuguese Friendship Society)와 같은 포르투갈어 진흥을 위한 많은 무료 강좌가 있다.
고아 대학교의 포르투갈어 센터 카몽이스 이사이자 강사인 델핌 코레이아 다 실바(Delfim Correia da Silva)에 따르면, 지난 8년에서 10년 동안 고아에서 포르투갈어를 배우는 학생 수가 점진적이고 꾸준히 증가하는 추세가 나타났다. 이러한 추세는 주로 문화적, 직업적 이유, 즉 브라질, 포르투갈, 모잠비크, 앙골라와 관련된 기회 때문에 발생한다.
고아에서 소수의 포르투갈어 화자들은 그들의 정체성을 확인하고 포르투갈과의 오랜 만남의 유대를 강화하려는 열망으로 뭉쳐 있다. 오늘날에도 포르투갈어는 위신과 사회적 지위의 상징이다. 포르투갈어를 구사하는 사람은 엘리트로 간주된다. 현재 포르투갈어는 소수이지만 중요하고 의미 있는 고아 공동체에게 제2외국어로 말해지고 가르쳐지고 있다.

## 같이 보기
- 오리엔테 포르투갈 연구소
- 고아 가톨릭교도
- 고아-다망 대교구
- 콘칸어 운동
- 콘칸어
- 인도-포르투갈 관계
- 루소-인도인
- 아시아의 포르투갈어
- 노르테이로 인도-포르투갈어
- 루소포니아 경기 대회
- RTP 인터나시오날
- 스포르팅 드 고아
- 포르투갈의 인도인
- 영국 고아인
- 오리엔테 재단
- 고아 주립 중앙 도서관
- 포르투갈령 동인도